# Любовь сквозь время
«Любовь сквозь время» (англ. Winter's Tale, досл. Зимняя сказка) — кинофильм, снятый Акивой Голдсманом по роману «Зимняя сказка» Марка Хелприна 1983 года. Является дебютной работой Голдсмана в качестве режиссёра художественного фильма. Премьера фильма в США состоялась 14 февраля 2014 года.

## Сюжет
В 1895 году родителям маленького Питера Лэйка — эмигрантам из России — запрещают въезд в Америку из-за туберкулёза отца. Тогда родители отправляют своего младенца-сына к берегу Нью-Йорка в модели корабля «Город справедливости».
Спустя много лет за уже взрослым Питером, ставшего вором, охотится его бывший босс Перли Сомс, заставивший юношу использовать свои таланты в механике для совершения преступлений. Банда Перли окружает Питера, но внезапно появляется белоснежный жеребец, который уносит Питера от опасности. Питер хочет скрыться из города, но конь останавливается напротив красивого дома. Там вора встречает дочь хозяина — умирающая от чахотки рыжеволосая красавица Беверли Пенн. Они влюбляются в друг друга с первого взгляда. Питер разрывается между желанием спастись от Сомса и любовью к девушке.
Сомс, обладающий магическими способностями, находит девушку и пытается её похитить, думая, что Вселенная послала Питера спасти девушку. Но её вызволяет Питер, на коне влюблённые сбегают от Перли в приозёрный загородный дом отца Беверли, газетного магната Айзека Пенна.
Сомс не может попасть на озеро из-за древних правил. Он отправляется к Люциферу, чтобы тот дал ему полномочия проникнуть туда и помешать исполниться предназначению Лэйка. Люцифер отказывает Сомсу в просьбе из-за личного интереса демона.
Питер признаётся отцу Беверли, что хоть он бродяга и вор, он любит его дочь и его помыслы чисты. Лэйк доказывает, что он хороший человек, рискуя своей жизнью, чтобы спасти от взрыва парового котла дом и самого мистера Пенна. Младшая сестра Беверли, Уилла, говорит Питеру, что если поцеловать девушку в ложе, расположенном в оранжерее, то это её спасёт.
Во время новогоднего бала Беверли незаметно отравляет бывший ангел Габриель, действующий по наущению Сомса. Той же ночью Беверли и Питер занимаются сексом, после чего яд действует и женщина умирает. Питер пытается спасти её, отнеся в оранжерею и поцеловав, но это не помогает.
Питер понимает, что в смерти его любимой виноват Перли Сомс, и отправляется к Бруклинскому мосту, чтобы отомстить. Сомс и его банда атакуют Питера и сбрасывают его с коня, ведь Перли хочет убить не только бывшего помощника, но и его ангела-хранителя. Разъярённый Лэйк спасает коня, жертвуя собой. Сомс избивает парня и сбрасывает его в воду, думая, что убил его.
Но Питер выживает и выбирается на берег, но теряет память. Теперь он живёт не старея, в течение долгих лет рисуя на асфальте единственное, что помнит — рыжую девушку на фоне Луны. В 2014 году случайная встреча с маленькой девочкой помогает ему частично вспомнить прошлое. Питер отправляется в библиотеку имени Айзека Пенна, чтобы узнать больше, где он с помощью журналистки Вирджинии Геймли возвращает память. Они отправляются к владелице газеты The Sun, которой оказывается постаревшая Уилла. Она подсказывает Питеру, что он ещё жив, потому что его предназначение ещё не выполнено.
Дочка Вирджинии, Эбби, умирает от рака. Питер понимает, что это её он должен спасти. К озёрному дому их переносит на своих магических крыльях конь. Но их обнаруживает Перли Сомс, который узнав, что его враг жив, добился у Люцифера права на смертельный поединок с Лэйком. Жеребец ломает лёд на озере и топит головорезов Сомса, но сам демон выживает и нападает на Питера. Тому удаётся победить с помощью таблички с модели корабля, в которой его послали родители.
Эбби умирает, но Питер успевает отнести её на ложе в оранжерее и поцеловать, возвращая ей жизнь. Исполнив своё предназначение, Питер получает право встретиться со своей возлюбленной Беверли, отправившись на крылатом коне к звёздам….

## В ролях
- Колин Фаррелл — Питер Лейк
- Джессика Браун Финдлей — Беверли Пенн
- Рассел Кроу — Перли Сомс
- Дженифер Коннелли — Вирджиния Геймли
- Уильям Хёрт — Айзек Пенн
- Уилл Смит — судья / Люцифер
- Маккалая Твиггс — юная Уилла
- Эва Мари Сейнт — Уилла в старости
- Мэтт Бомер — отец Питера
- Люси Гриффитс — мать Питера
- Рипли Собо — Эбби
- Финн Уиттрок — Габриэль
- Кевин Дюранд — Цезарь Тан
- Кевин Корриган — Ромео Тан
- Скотт Граймс — извозчик
- Андалузский жеребец Листо — конь и ангел-хранитель Атанзор[2]

## Критика
Фильм получил преимущественно негативные отзывы критиков. По данным агрегатора рецензий Rotten Tomatoes только 13 % кинокритиков положительно отозвались о фильме. В российской прессе, по данным сайта «Критиканство», фильм получил умеренно негативные отзывы, его средний рейтинг составил 4,4 из 10.
В отрицательном обзоре для RogertEbert.com Шейла О'Мэлли присудила фильму 1,5 звезды из 4, заявив: «Ему не хватает визуального великолепия. Ему не хватает эмоциональной глубины. Ему не хватает размаха и волшебства». О'Мэлли раскритиковала Рассела Кроу за то, что тот «надеялся, что лицевой тик каким-то образом будет восприниматься как угроза», посчитав его первую сцену с Уиллом Смитом «непонятной». Тем не менее, она похвалила Колина Фаррелла за «искреннее выступление».
Питер Брэдшоу из The Guardian был более критичен по отношению к Фарреллу, задаваясь вопросом: «Почему он дает персонажу ирландский акцент, когда тот никогда даже не был в Ирландии». Брэдшоу поставил 1 звезду из 5 и завершил свой обзор, предположив, что фильм можно сделать хуже, только «выпустив в кадр гигантского, злобного, генетически модифицированного барсука-людоеда».
В рецензии для Variety Джастин Чанг заявил, что сценарист, продюсер и режиссер Голдсман был «не в своей тарелке», но ему «повезло с выбором актеров», посчитав Фаррелла «смотрибельным», а Джессику Браун-Финдли «блестящей и умной», а первое появление Евы Мари-Сент в фильме после «Возвращения Супермена» было «желанным». Чан также похвалил постановку Наоми Шохан и «угрюмые, приглушенные тона» кинематографии Калеба Дешанеля.

## Производство
Зелёный свет проекту был дан в феврале 2011 года, когда кинокомпания Warner Bros. предоставила Акиве Голдсмену бюджeт в 75 млн. долларов. В феврале 2012 года бюджет был сокращен до 46 млн долларов; в это же время было объявлено, что в проекте будут играть роли второго плана Рассел Кроу и Уилл Смит.
В качестве кандидатов на главную мужскую роль Питера Лейка рассматривались Бенджамин Уокер, Том Хиддлстон, Аарон Тейлор-Джонсон и Гаррет Хедлунд. Пробы на роль Беверли проходили Габриэлла Уайлд, Элизабет Олсен, Белла Хиткот. В марте 2012 года было объявлено, что роль предложена Джессике Браун Финдлей, Колин Фаррелл вошёл в проект спустя месяц.
В августе 2012 года Уильям Хёрт присоединился к составу в роли Исаака Пенна, отца Беверли. В сентябре 2012 были объявлены остальные члены группы, в том числе Мэтт Бомер, Люси Гриффитс и Эва Мари Сейнт. Последней среди исполнителей главных ролей к проекту присоединилась Дженифер Коннелли, её участие было заявлено в октябре 2012 года незадолго до начала съёмок.
Основное производство началось в октябре 2012 года, но было вскоре прервано из-за урагана Сэнди. Съемки шли по всему Нью-Йорку, включая Центральный вокзал, Бруклин, Ист-Виллидж и Центральный парк. Главным оператором был Калеб Дешанель.
Музыка к фильму была написана Гансом Циммером и Рупертом Грегсоном-Уильямсом. Официальный саундтрек выпущен компанией WaterTower Music 11 февраля 2014 года.